# Drábovna
Drábovna, nebo též Maloskalská Drábovna, je pískovcová plošina se skalním městem v katastrálním území Ondříkovice obce Frýdštejn a okrese Jablonec nad Nisou, v CHKO Českém ráji, nad pravým břehem Jizery nedaleko Malé Skály. Vrcholová plošina je rozdělena několika roklemi na více částí. Zároveň je to část geomorfologické jednotky s nejvyšším bodem 466 m n. m..

## Historie osídlení
Ve skalách se nachází množství jeskyní a výklenků. Výzkumy prof. dr. J. V. Šimáka ukázaly, že některé skalní převisy a jeskyně Drábovny byly osídleny již v mladší době kamenné, tj. ve 3. tisíciletí př. n. l., kdy do Čech přišlo nejstarší zemědělské obyvatelstvo. Pravděpodobně se sem vypravovali lovci za zvěří, jíž tu tehdy jistě byla hojnost, a zanechali tu po sobě zbraně, nástroje a zlomky keramiky, zdobené volutami a později vypíchanými ornamenty. Stopy osídlení těchto míst jsou i z pozdní doby kamenné. Vyskytly se zde i nálezy ze sklonku doby bronzové a počátku doby železné, svědčící o dlouhém osídlení těchto končin. Ve středověku stál na čtyřech skalních blocích skalní hrádek střežící starou obchodní cestu údolím Jizery. Zachovaly se po něm otvory ve skále sloužící pro upevnění trámové konstrukce. Podle pověsti zde žil Dráb (zlý člověk, loupežník), který z nedaleké vesnice Záborčí unesl mladou ženu. Ta s pomocí turnovského kata Drába zabila.

## Lezení (horolezectví)

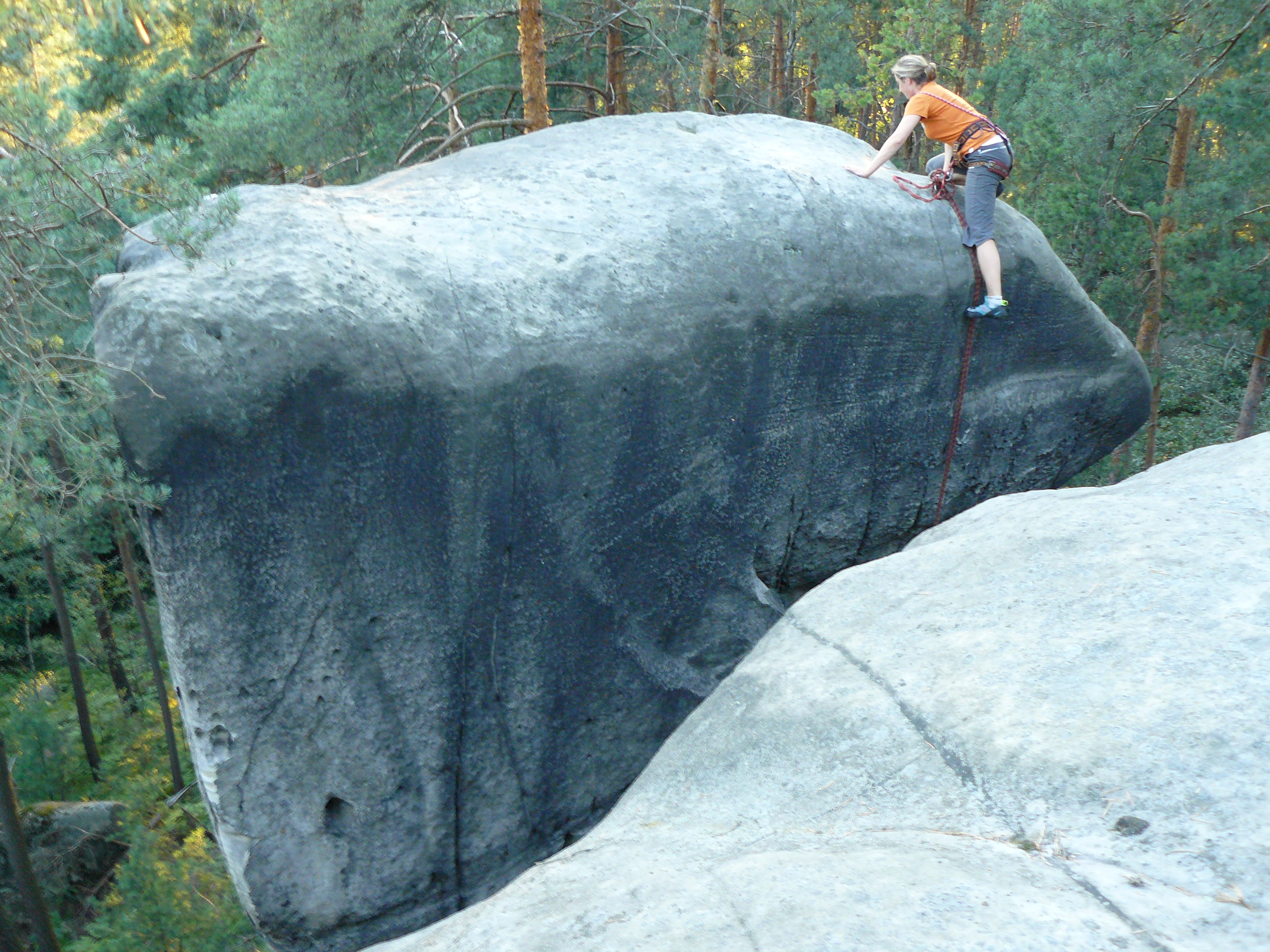
Slaňování, věž Slon na Drábovně

Oblast je vhodná pro horolezce romantiky nebo tzv. quakery. Nízké věže roztroušené ve skupinkách nebo osamoceně po rozsáhlých lesích členěných typickými roklemi. Díky krytu lesa skály pomaleji vysychají. V odlehlých částech zbloudilé quakery překvapí náhle se vynořivší úhledná jehla (Drábský koník) nebo téměř dokonalý balvan – boulder (Pulec, Skřítek). Výborná oblast pro sběr borůvek, hub (když rostou) a lov klíšťat. V sezoně vás budou komáři atakovat i na vrcholcích věží. Kvalita skály spíše horší (až na čestné výjimky). Horolezecký průvodce je na stránkách ČHS – Českého horolezeckého svazu.

## Reliéf
Je to rozsáhlá svědecká plošina s vrcholem při SSV. hraně, sklánějící se směrem k JJZ. Plošina ležící 200 metrů nad údolní nivou Jizery, je rozdělena mělkými údolíčky různého příčného profilu (od oblých po kaňonovitá) na dílčí plošiny se skalními defilé na okrajích. Na několika místech je výsledkem denudačních pochodů vznik drobných skupin izolovaných věží – skalních měst. Výška stěn je obvykle okolo 10 m, v oblasti Hrádku výjimečně až 20 m. Relativně malá mocnost desky kvádrového pískovce a nekompaktní podloží vedou ke gravitačnímu odsedávání bloků na okrajích plošin. Běžné jsou hluboké výklenky na úpatí skal. Mikroreliéf je blízký některým partiím Betlémských skal.

## Geologie
Skalní město je tvořeno středně zrnitými, dobře litifikovanými křemennými pískovci Hruboskalského kvádru (teplické souvrství), které tvoří denudační relikty v horní části výrazně členité vyvýšené plošiny. V podloží jsou několik metrů mocné slínovce bazálního teplického souvrství a vápnité pískovce jizerského souvrství.

## Geomorfologie
Maloskalská Drábovna je součástí geomorfologického celku Jičínská pahorkatina, podcelku Turnovská pahorkatina, okrsku Turnovská stupňovina a podokrsku Sokolská vrchovina, jehož je samostatnou geomorfologickou částí

## Dostupnost
Nejbližší železniční zastávka je v obci Malá Skála (3 km, značné převýšení!). Na Drábovnu vede několik značených cest (modrá z Malé Skály a červená Turnov – Frýdštejn).